# Élisabeth Chéron
Élisabeth Sophie Chéron (París, 3 d'octubre de 1648 - París, 3 de setembre de 1711) és recordada principalment per ser una pintora francesa, però va ser una dona del Renaixement aclamada a la seva època com a poeta dotada, música, artista, i acadèmica.

## Vida

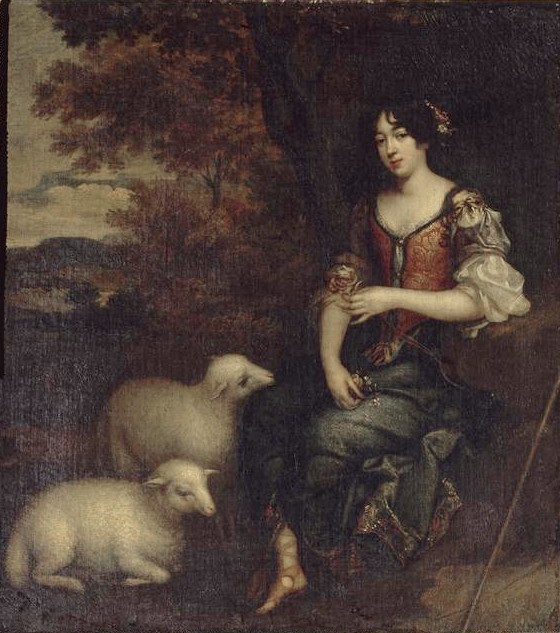
Retrat de Mme. Deshoulières, atribuït a Élisabeth Chéron

Va aprendre del seu pare, artista, quan encara era una nena, en les arts de l'esmaltat i la pintura de miniatures. El seu pare era un rígid calvinista, i es va esforçar per influir la seva filla perquè adoptés les seves creences religioses, però la seva mare era una fervent catòlica romana, i va persuadir Élisabeth per passar un any en un convent, que va fer que ella abracés la fe catòlica. Als vint-i-dos anys va ser admesa a l'Acadèmia Reial de Pintura i d'Escultura com a pintora de retrats sota el patrocini de l'influent artista Charles Le Brun. Élisabeth Chéron va ser la quarta dona pintora que va entrar a l'Acadèmia, nou anys més tard que Catherine Girardon, i tres després que Madeleine i Geneviève de Boullogne, les dues filles de Louis de Boullogne.

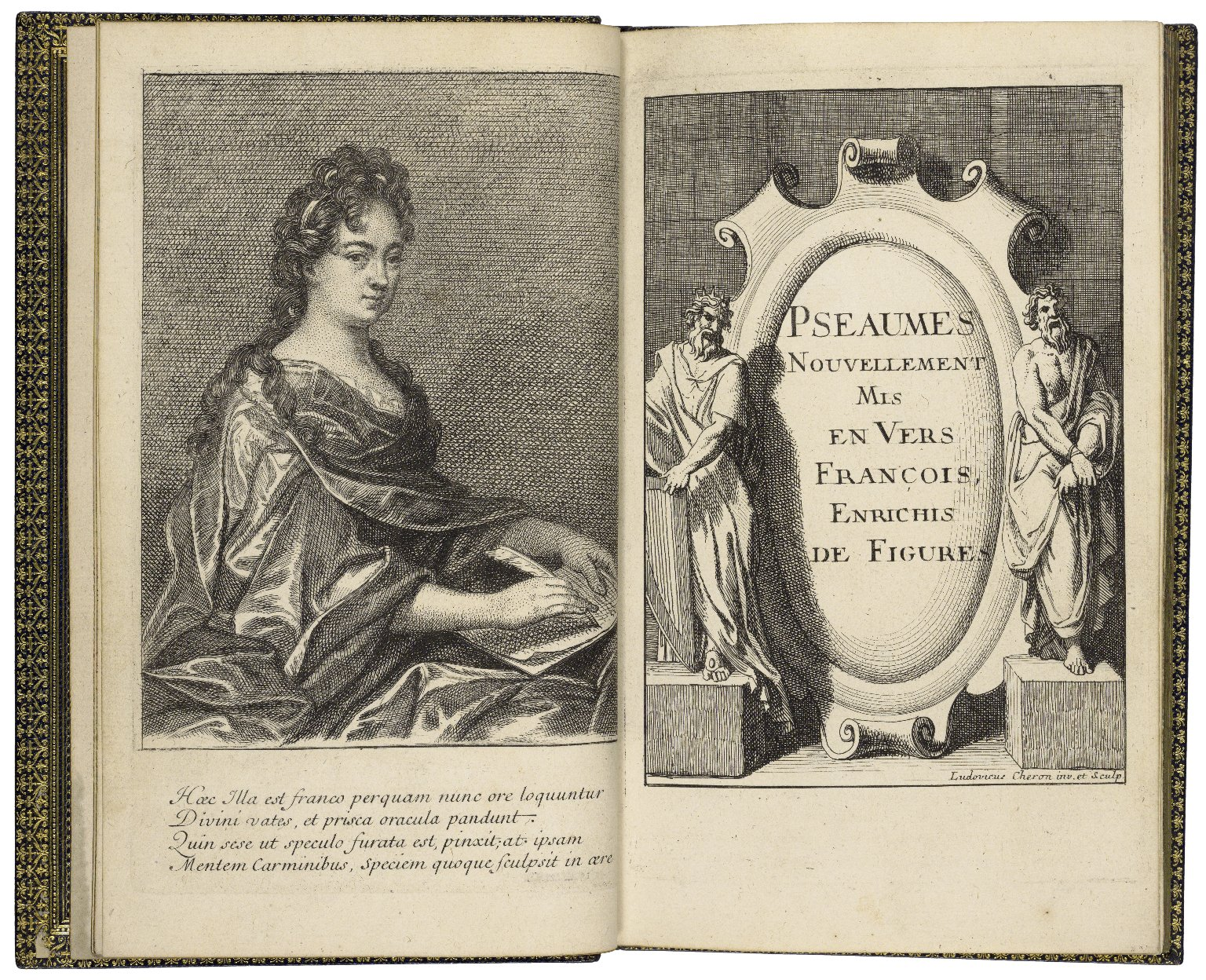
La pàgina del títol d'una edició de 1694 de la traducció dels salms al francès feta per Chéron

Regularment exposava al Saló de París i al mateix temps escrivia poesia i feia traduccions. Parlava amb fluïdesa en hebreu, grec i llatí. Élisabeth va publicar un llibre de paràfrasis de Salms el 1694, amb el títol d'Assaig de psalms i càntics posats en vers, i enriquits de figures. El seu talent literari va ser reconegut el 1699 quan va ser nomenada membre de l'Acadèmia Ricovrati, a Pàdua, sota el nom acadèmic d'Èrato. Els seus salms van ser musicats posteriorment per Jean-Baptiste Drouard de Bousset i Antonia Bembo, una noble veneciana.
Va formar part d'una elit de dones cultes franceses que componien versos en llatí, entre les quals destaquen la filòsofa i poetessa Louise-Anastasia Serment, la marquesa de Sévigné, madame de la Fayette, Marie Anna Mancini, duquesa de Bouillon, la princesa Maria Anna Victòria de Baviera (la Grande Dauphine), Elisabeth de Rochechouart, abadessa de Fontevrault, i mademoiselle du Pré.
Chéron era una filla afectuosa amb sos pares i va dedicar els seus ingressos al seu germà Louis, que va estudiar art a Itàlia. Al llarg de la seva vida va mostrar-se indiferent a les propostes de matrimoni que li van arribar, moltes fetes per homes brillants del seu cercle intel·lectual. L'any 1692, amb seixanta anys, i davant la sorpresa de les seves amistats, es va casar amb Jacques Le Hay, enginyer del rei, i fou coneguda després com a Madame Le Hay.
Va morir amb seixanta-tres anys i va ser enterrada a l'església de Sant Sulpici de París. La següent inscripció es troba sota el seu retrat a l'església: 
«La possessió inusual de dos talents exquisits proveiran Chéron d'un adornament a França per sempre. Res excepte la gràcia del seu pinzell podria igualar les excel·lències de la seva ploma.»

## Obres
Especialment conegut és el seu retrat d'Antoinette Deshoulières i el seu Descens de la creu. Els seus escrits més notables són: 
- Livre des Principes à Dessiner, 1706, un llibre de principis de dibuix,
- Psaumes et Cantiques mis en vers, 1694, salms i càntics,
- Le Cantique d'Habacuc et le Psaume, traduït en vers: La cançó d'Habakkuk i el salm, traduïts en vers;
- Les Cerises Renversées, un petit poema publicat el 1717 després de la seva mort, i traduït al llatí per Raux, el 1797.